# Energía en las Islas Feroe
La energía en las Islas Feroe se produce principalmente a partir de combustibles fósiles, con más contribuciones de la energía hidroeléctrica y eólica. Los productos derivados del petróleo son la principal fuente de energía, consumida principalmente por los buques pesqueros y el transporte marítimo. La electricidad es producida por parques petroleros, hidroeléctricos y eólicos, principalmente por la SEV, que es propiedad de todos los municipios de las Islas Feroe. Las Islas Feroe no están conectadas por líneas eléctricas con Europa continental, por lo que el archipiélago no puede importar ni exportar electricidad.

## Resumen
El consumo anual per cápita de energía primaria en las Islas Feroe fue de 67 MWh en 2011, casi un 60% por encima del consumo comparable en la Dinamarca continental. Después de caer a principios de la década de 1990, la producción de electricidad en las Islas Feroe ha ido en aumento desde entonces, pasando de 174.422 MWh en 1994 a 314.409 MWh en 2015. La energía eólica se introdujo en 1993, produciendo tan solo 423 MWh al principio, pero aumentando a 55.789 MWh en 2015. El sector energético empleaba a 154 personas o el 0,6% de la fuerza laboral total de las islas en noviembre de 2015. Hay varios 50 kW estaciones de carga de vehículos eléctricos en las islas.

## Energía

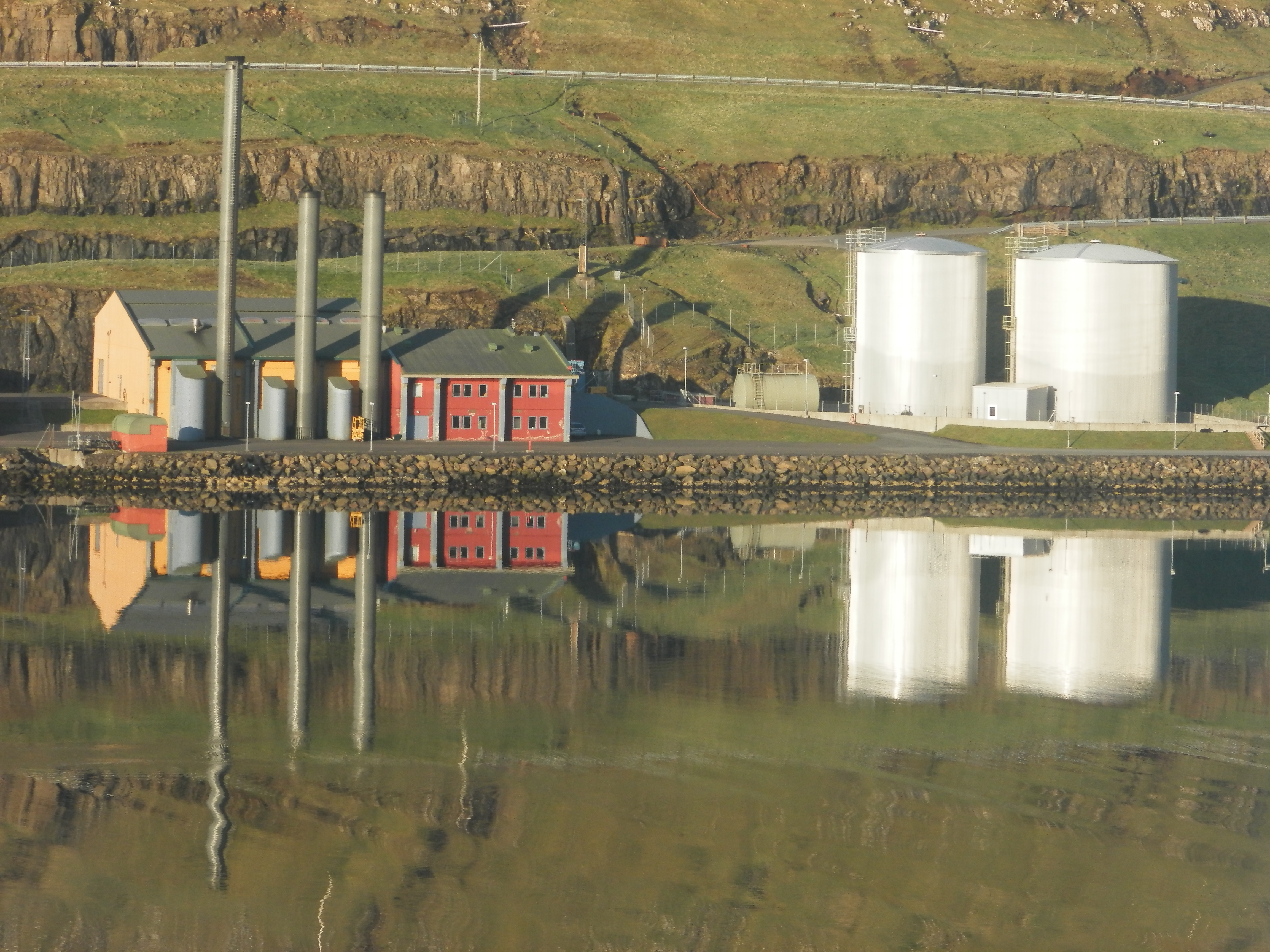
La central hidroeléctrica Botnur de 3,3 MW en Suðuroy se construyó en 1921.

Las islas tienen 4 plantas diésel (alrededor de 100 MW), 6 plantas hidroeléctricas de 37 MW, y 18 MW en varias plantas de energía eólica con un factor de capacidad superior 40%. La empresa municipal SEV es el principal proveedor de electricidad de las Islas Feroe con el 97 por ciento de la producción total y los productores privados suministran el resto. La demanda (y por lo tanto, la producción) es de hasta 55 MW en 2019 (el récord fue de 62 MW en noviembre de 2019), por encima de los 40 MW en el pico diurno anterior (el mínimo nocturno es de 15 MW).
En 2014, el parque eólico Húsahagi de 180 millones de coronas danesas y 12 MW con turbinas Enercon entró en funcionamiento cerca de Torshavn y aumentó la capacidad eólica de 6,6 a 18,6 MW; esto redujo el consumo de petróleo en 8.000 toneladas (aproximadamente 4M €) por año. Una batería de iones de litio de 2,3 MW 700 kWh por 2 millones de euros en Húsahagi entró en funcionamiento en 2016, estabilizando la producción de energía eólica. Se espera que la energía eólica ahorre a los consumidores 57 millones de coronas danesas. Los precios de la energía aumentaron de 0,64 por kWh en 2007 a 1,31 DKK por kWh en 2019.
Se instalarán seis aerogeneradores Enercon E82 / 3MW (18MW combinados) en Eiði, a un coste de 0,239 DKK por kWh. Un nuevo parque eólico de propiedad privada cerca de Tórshavn producirá otros 64 GWh al año.
Los planificadores también consideran convertir la energía hidroeléctrica existente en energía hidroeléctrica de almacenamiento por bombeo, ya que la lluvia y el viento son altos en invierno y bajos en verano. La energía mareomotriz, la energía eólica marina y las soluciones de almacenamiento de energía térmica también se están considerando, ya que las islas tienen el objetivo de producir un 100% de electricidad ecológica para 2030.

### Transmisión
La red eléctrica principal de las Islas Feroe tiene el voltaje más alto de 60 kilovoltios, de los cuales hay 90 km de cable aéreo y 6 km de cable. El sistema de 20 kV es de 460 km y llega a la mayoría de las ciudades en las islas principales, mientras que el sistema de 10 kV cubre las islas periféricas conectadas y Torshavn. Debido a las condiciones climáticas extremas y su falta de interconexiones, las Islas Feroe experimentan de uno a tres apagones totales al año, una proporción más alta que la de Europa continental. Por lo tanto, la mayoría de las líneas eléctricas se han enterrado bajo tierra como cables para una mejor protección, mejorando la estabilidad de la red. Cuando SEV detecta problemas en la red, la respuesta automática a la demanda de grandes consumidores reduce el consumo para aumentar la estabilidad de la red.

### Islas autónomas

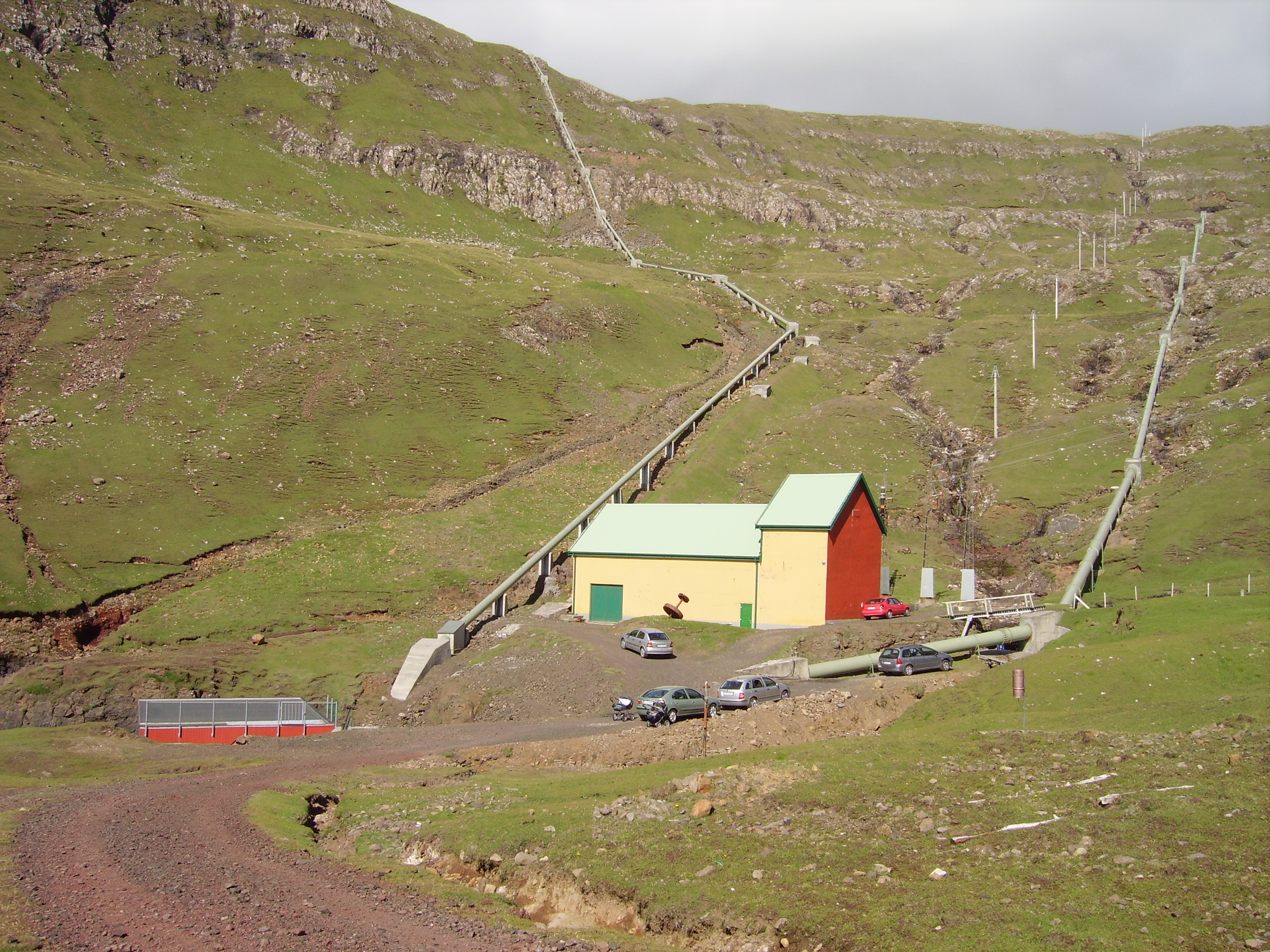
La central hidroeléctrica Botnur de 3,3 MW en Suðuroy se construyó en 1921.

Suðuroy tiene su propia red con 20 y 10 kV. Esta red está alimentada por el diésel de 13 MW en Vágur, el diésel de 2 MW en Trongisvágur, el viento de 6,3 MW en Porkeri y la central hidroeléctrica de Botnur de 3,3 MW . El primer parque solar de las Islas Feroe se instaló con 250 kW de capacidad en Sumba a fines de 2019, y se espera que produzca 160 MWh / año (equivalente a 35 toneladas de petróleo), a partir de luz difusa durante 1,000 horas al año; principalmente en el verano cuando la lluvia y el viento son escasos. Para el mes de enero de 2020, la planta solar produjo 672 kWh.
Se instalaron siete turbinas eólicas Enercon de 6,3 MW combinados en las montañas Porkeri en 2020, con planes para baterías y un compensador sincronizado para estabilizar la red. Se espera que la producción sea de 20 GWh por año, lo que reducirá el consumo de petróleo en 4.300 toneladas.
Junto con Suðuroy, las islas de Fugloy, Hestur, Mykines, Skúvoy y Stóra Dímun tampoco forman parte de la red principal ni están conectadas a otras islas. Cada uno de ellos está electrificado a través de sus propias centrales eléctricas de combustibles fósiles.

### Estadísticas
En 2020, SEV gastó 165 millones de coronas danesas en fueloil. En 2018, la electricidad principal fue de 352 GWh, con un 51,2% de motores de petróleo, un 30,7% de energía hidroeléctrica y un 18,1% de energía eólica.
En 2014, el 50,8% de la producción de electricidad de SEV en las Islas Feroe provino de energías verdes como la hidroeléctrica (principalmente Eiði y Vestmanna)  y la eólica, mientras que el 49,2% fue producido por las centrales térmicas, que fue un 12,4% menos que en 2013.
- Combustible fósil: 49,2%
- Hidro: 39,5%
- Viento: 11,3 %% (2014)
- Nuclear: 0%

Producción total anual: 305,4 GWh (2014) de los cuales la producción de energía térmica, hidroeléctrica y eólica fue:
- Térmica: 150,2 GWh
- Energía hidroeléctrica: 120,7 GWh
- Viento: 34,5 GWh

## Consumo de aceite

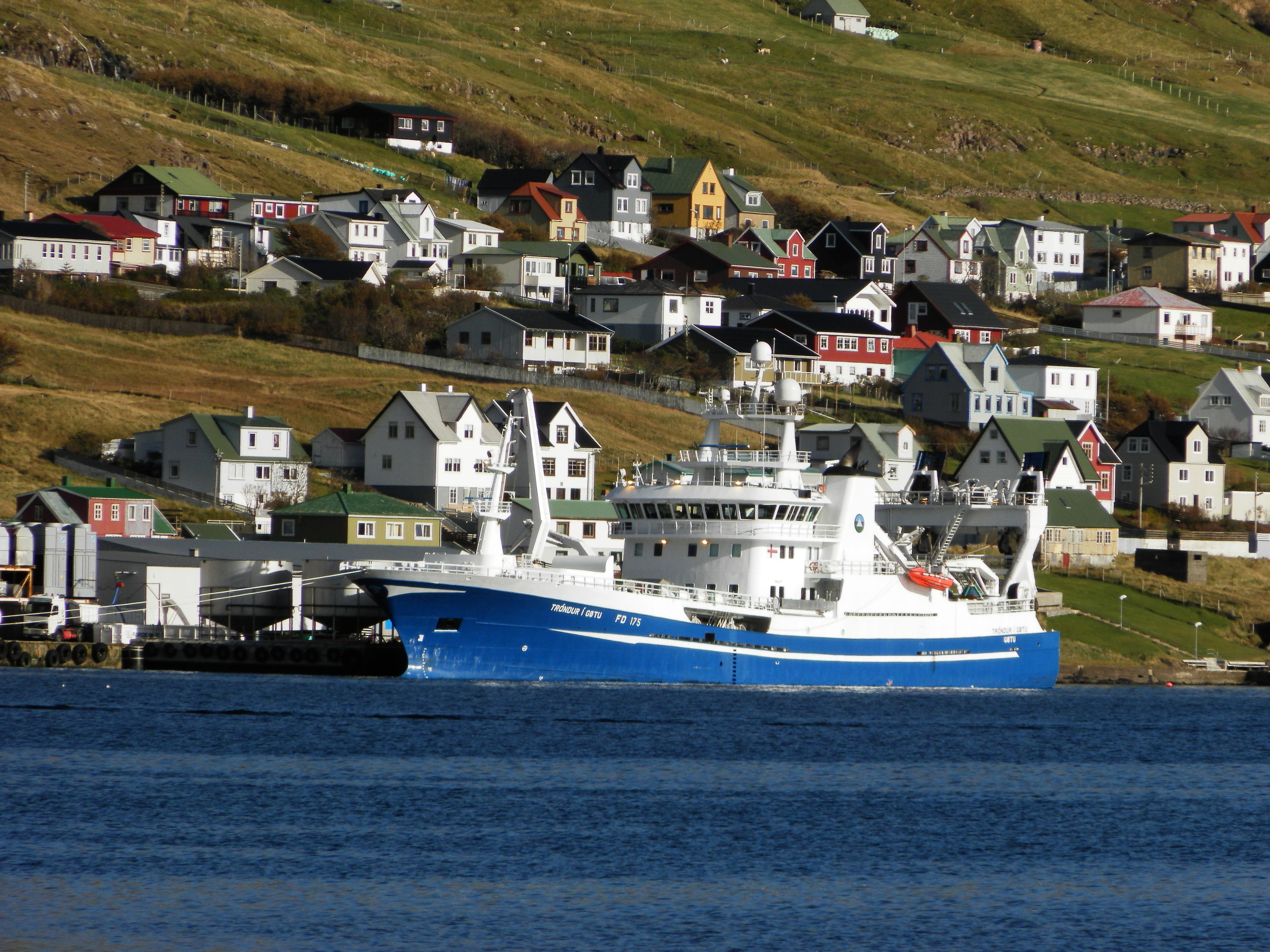
Los barcos pesqueros son el principal consumidor de petróleo en las Islas Feroe.

El consumo de petróleo alcanzó un máximo de más de 300.000 toneladas en 2020, de las cuales el 30% fue para buques pesqueros. En 2014, se consumieron 217 547 toneladas de productos petrolíferos en las Islas Feroe. De estos, el 31,58% fue consumido por buques pesqueros, el 14,73% fue utilizado por SEV para la producción de electricidad, el 23,23% fue consumido en transporte aéreo, marítimo o terrestre, el 9,6% fue utilizado en la industria y el resto fue utilizado por Edificios públicos o privados.
La exploración de petróleo y gas se ha estado llevando a cabo alrededor de las Islas Feroe desde 2001, con la expectativa de que se encontrarán importantes reservas de petróleo.
Hay reservas de carbón en Suðuroy, que se consideraron para la producción de energía. Las reservas oscilan entre 10 y 15 millones de toneladas y podrían reemplazar al petróleo en la central eléctrica de Sund durante 100 años.

## Política energética del gobierno
Las Islas Feroe se han fijado el objetivo de producir todas sus necesidades de energía eléctrica a partir de fuentes de energía renovables para 2030. Dado que el consumo de energía ha aumentado constantemente durante las últimas décadas, el Ministerio de Comercio e Industria ha realizó un estudio para el desarrollo futuro de proyectos de producción eléctrica. [18] Aparte del desarrollo de nuevas centrales hidroeléctricas y parques eólicos, el estudio propone investigar la posibilidad de producir electricidad a partir de GNL y biogás. La Universidad de las Islas Feroe ha realizado una investigación sobre la viabilidad de la energía mareomotriz en varios sitios que tienen un alto potencial energético, lo que llevó al Ministerio de Comercio e Industria a considerar la energía mareomotriz como una posibilidad. No se promovió la privatización de la producción de electricidad, aunque se consideró la posibilidad de introducir competencia y transparencia en la producción de electricidad.